# Gare de Blois - Chambord
Pour les articles homonymes, voir Blois (homonymie).
La gare de Blois - Chambord est une gare ferroviaire française de la ligne de Paris-Austerlitz à Bordeaux-Saint-Jean, située sur le territoire de la commune de Blois, à une vingtaine de kilomètres de Chambord, dans le département de Loir-et-Cher, en région Centre-Val de Loire.
C'est une gare de la Société nationale des chemins de fer français (SNCF), desservie par des trains des réseaux Ouigo Train Classique, Interloire et TER Centre-Val de Loire.
Jusqu'au 14 décembre 2013, elle portait le nom de gare de Blois,.

## Situation ferroviaire
Établie à 100 mètres d'altitude, la gare de Blois - Chambord est située au point kilométrique (PK) 179,810 de la ligne de Paris-Austerlitz à Bordeaux-Saint-Jean, entre les gares de La Chaussée-Saint-Victor et Chouzy. Gare de bifurcation, elle se trouve également au PK 66,905 de la ligne de Pont-de-Braye à Blois (partiellement déclassée) et au PK 179,810 de la ligne de Villefranche-sur-Cher à Blois (partiellement déclassée elle aussi).

## Histoire
Une première gare, appelée embarcadère, est construite à Blois en 1847, peu de temps après l'ouverture de la ligne entre Tours et Orléans en 1846.
L'ouverture des lignes vers Vendôme et Romorantin vont saturer l'installation. L'édifice est détruit en 1892. La nouvelle gare orientée nord-sud est construite légèrement en aval de la ligne. Les travaux durent de 1890 à 1893 et la nouvelle gare coupe alors l'avenue de l'Embarcadère (aujourd'hui avenue du Docteur-Jean-Laigret). De nouvelles voiries (passage supérieur à la voie ferrée, avenue Gambetta) sont construites pour contourner le désormais plus imposant édifice. En plus du bâtiment, de nombreuses voies et infrastructures sont construites : rotonde, halles de marchandises. Les voies sont renumérotées pour l'occasion. Les deux voies principales portent le numéro 1 dans le sens nord vers sud et 2 dans l'autre sens. Les voies à l'ouest des deux principales sont numérotées de deux en deux à partir de la voie 2 et celles à l'est sont numérotée de deux en deux à partir de la voie 1. Le quartier est donc restructuré : des immeubles et des bâtiments industriels (dont l'ancienne chocolaterie Poulain) sont construits à proximité de la nouvelle gare.
En 1938, la ligne de Paris à Bordeaux est électrifiée en 1 500 V continu. Au milieu des années 1990, le centre de tri postal juxtaposé à la gare est détruit et laisse place à un parc de stationnement.

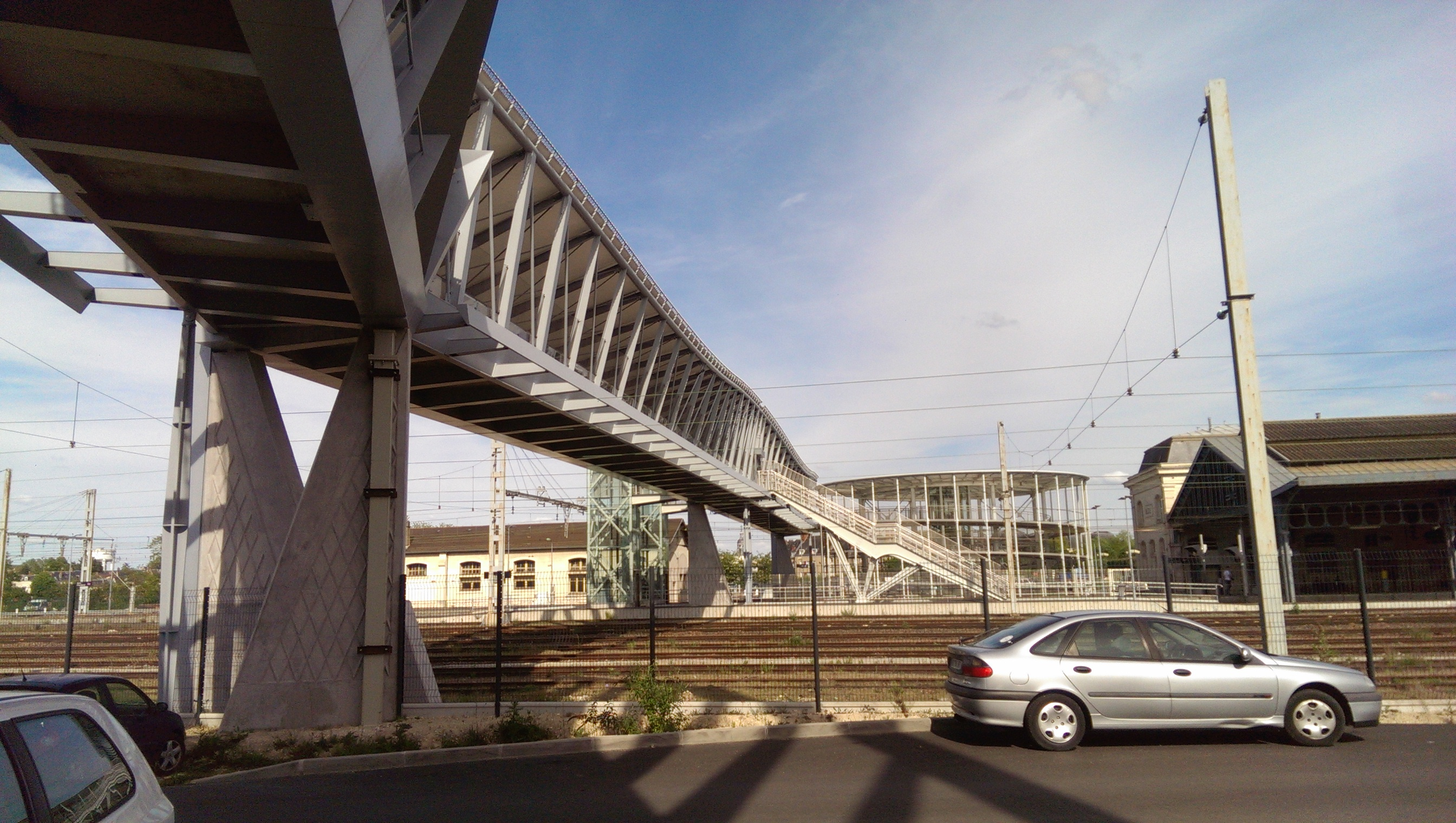
La passerelle surplombant les voies depuis 2015.

En 2002, la gare est desservie par un TGV Tours – Roissy mais la relation est suspendue quelques mois plus tard, par manque de fréquentation avec une moyenne de 20 voyageurs quotidiens,.
Jusqu'en décembre 2013, elle est desservie par le train-hôtel Elipsos circulant entre Paris et Madrid.
Dans les années 2010, les dernières halles et bureaux d'époque sont rasés dans le cadre du projet de réaménagement du quartier de la gare.
Le 12 juin 2015 est inaugurée une passerelle surplombant les voies, afin de permettre aux usagers de traverser commodément la gare et d'accéder facilement aux quais destinés aux voyageurs pour les personnes à mobilité réduite et les cyclistes. Sa construction a duré de janvier à décembre 2014, pour un coût total estimé à 6,168 millions d'euros.

## Fréquentation
De 2015 à 2022, selon les estimations de la SNCF, la fréquentation annuelle de la gare s'élève aux nombres indiqués dans le tableau ci-dessous.
| Année | Voyageurs | Variation | Voyageurs et non voyageurs | Variation |
| ----- | --------- | --------- | -------------------------- | --------- |
| 2015  | 1 535 135 |           | 1 918 919                  |           |
| 2016  | 1 499 456 | −35 679   | 1 874 320                  | −44 599   |
| 2017  | 1 576 606 | +77 150   | 1 970 757                  | +96 437   |
| 2018  | 1 465 901 | −110 705  | 1 832 376                  | −138 381  |
| 2019  | 1 507 917 | +42 016   | 1 884 896                  | +96 437   |
| 2020  | 934 646   | −573 271  | 1 168 307                  | −716 589  |
| 2021  | 1 232 414 | +297 768  | 1 540 517                  | +372 210  |
| 2022  | 1 749 067 | +516 653  | 2 186 334                  | +645 817  |

## Service des voyageurs

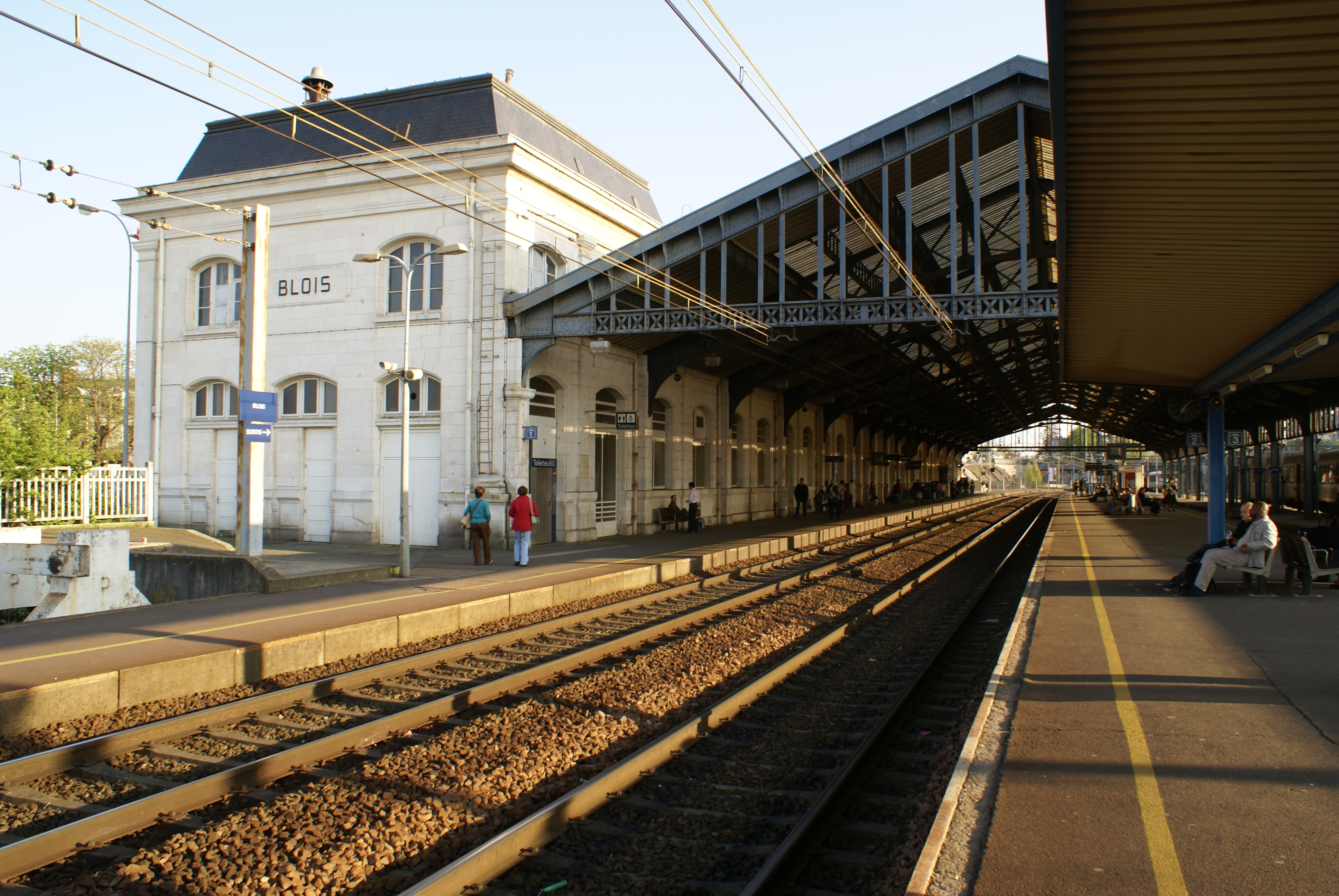
Vue de la gare, depuis le quai central.

### Accueil
Gare SNCF, elle dispose d'un bâtiment voyageurs, avec guichets, ouvert tous les jours. Elle est équipée d'automates pour l'achat de titres de transport. Les passagers peuvent accéder au quai A (voie 1) par la gare, et de là prendre un passage souterrain pour aller au quai B (voies 2 et 4) ou la passerelle pour arriver aux quais B et C (voies 2, 4, 6).

### Desserte
Blois, située entre les deux principales agglomérations de la région (Orléans et Tours), est essentiellement desservie par des trains qui relient ces deux villes, certains continuant au-delà.
L'offre se décompose en trains régionaux du réseau TER Centre-Val de Loire, comprenant des missions omnibus ou quasiment omnibus vers Orléans et Tours, des missions semi-directes entre Orléans et Tours ou entre Paris-Austerlitz et Tours, et de l'Interloire entre Orléans et Nantes ou Le Croisic. À cela s'ajoute le service Ouigo Train Classique, reliant Paris-Austerlitz à Nantes.

### Intermodalité

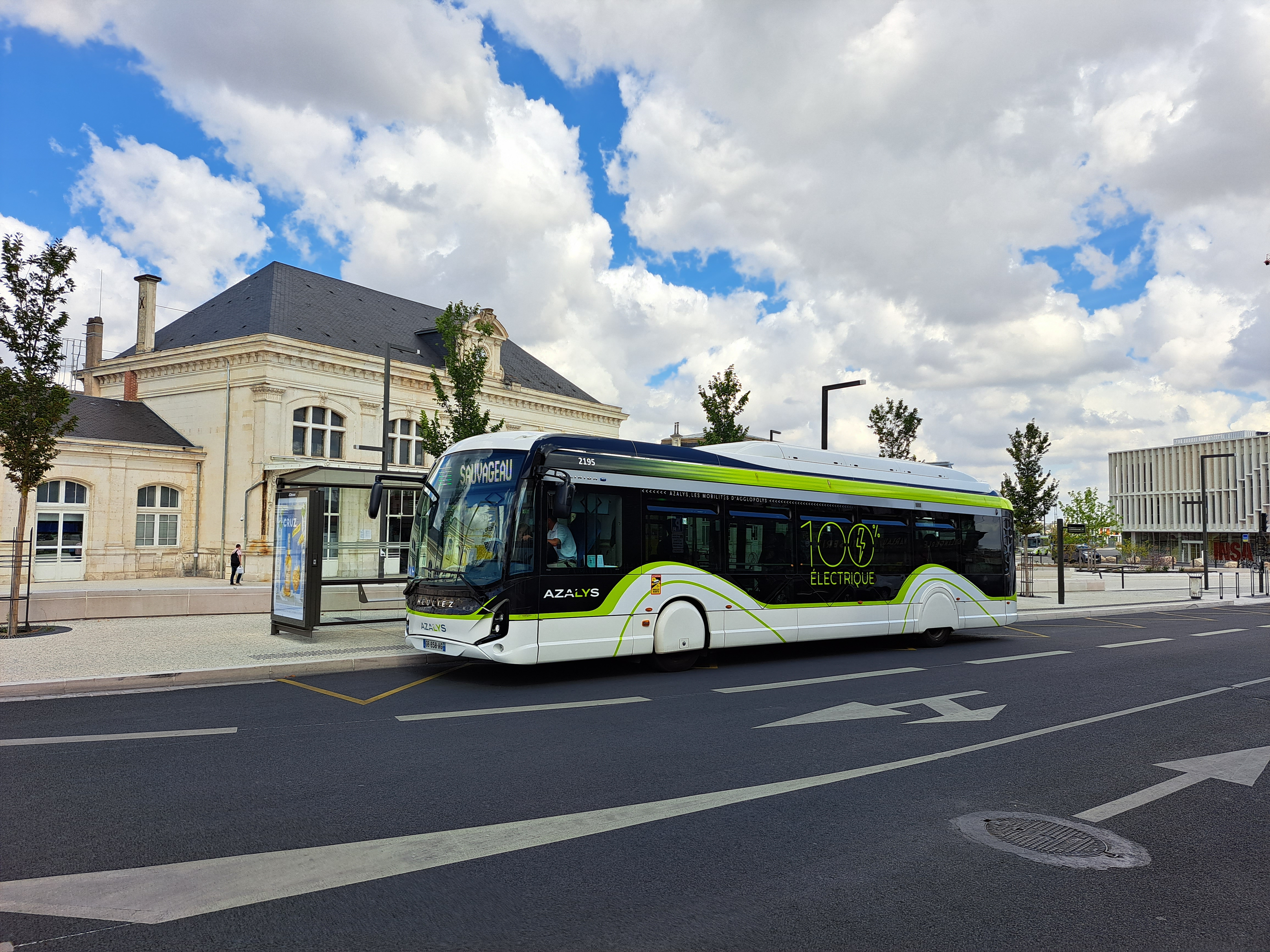
Un bus Heuliez GX 337 électrique, sur la ligne B du réseau Azalys, devant la gare.

Un parc pour les vélos et un parc de stationnement sont aménagés aux abords du site.
La gare ferroviaire est desservie par (via un arrêt ou la gare routière) :
- le réseau de bus Azalys, avec des lignes urbaines (A, B, C, D, E, F et G, ainsi que les navettes N1 et N2), des lignes périurbaines (L22, L23, L28, L30, L31 et L32), des lignes scolaires (S1, S2 et S13), des lignes de transport à la demande (Resago : zones 1 à 4), les services du matin et du soir, mais également la navette Châteaux[14] ;
- le réseau interurbain Rémi 41 (lignes 1, 2, 3, 4, 5, 6, 8, 9, 10, 11, 16 et 55, ainsi que la navette du ZooParc de Beauval)[15] ;
- la société FlixBus (plusieurs lignes régulières).

## Service des marchandises
Cette gare est ouverte au service du fret (train massif uniquement).

## Projet
En 2024[réf. souhaitée], la suite du projet de rénovation du quartier gare, qui avait commencé avec la destruction des vieux bâtiments et la construction de la passerelle, se poursuit avec l'édification d'un nouveau parking, du réaménagement de la place devant la gare, de la construction de nouveaux locaux pour SNCF Réseau, l'INSA Centre-Val de Loire et de nouveaux logements. Le but de la municipalité est de redynamiser la ville en améliorant ses accès.